# تمشک ولیک‌برگ
تمشک ولیک‌برگ (نام علمی: Rubus crataegifolius) نام یک گونه از سرده تمشک است.